# Axel Schmidt
Axel Frederik Preben Schmidt (Niterói, 30 de abril de 1939 – Rio de Janeiro, 10 de junho de 2018) foi um velejador brasileiro, sendo o primeiro esportista do país, campeão mundial de vela.
Filho do engenheiro dinamarquês Preben Schmidt e pioneiro na modalidade no Brasil, ele conquistou o ouro nos Jogos Pan-Americanos de 1959 em Chicago e a prata nos Jogos Pan-Americanos de 1963 em São Paulo. Na categoria Snipe, junto a seu irmão Erik Oluf Preben Schmidt, conquistou o tricampeonato consecutivo, feito único até hoje, em 1961, 1963 e 1965. Os dois também disputaram juntos os Jogos Olímpicos de 1968 na Cidade do México e nos de 1972 em Munique.